# 대한민국의 선거관리위원회
현재 대한민국에는 중앙선거관리위원회 1개와 17개 시·도 선거관리위원회, 249개 구·시·군 선거관리위원회 그리고 3505개의 읍·면·동 선거관리위원회로 구성되어 있다.

## 중앙·광역 선거관리위원회
| 선관위명                     | 관할 구역      | 당선증 수여 대상자                                                                                         | 주소                                                             |
| ---------------------------- | -------------- | --- | ---------------------------------------------------------------- |
| 중앙선거관리위원회           | 대한민국       | 대통령 비례대표 국회의원                                                                                   | 경기도 과천시 홍촌말로 44                                        |
| 서울특별시선거관리위원회     | 서울특별시     | 서울특별시장 서울특별시교육감 비례대표 서울특별시의회 시의원                                               | 서울특별시 종로구 창경궁로 215, 4층                              |
| 부산광역시선거관리위원회     | 부산광역시     | 부산광역시장 부산광역시교육감 비례대표 부산광역시의회 시의원                                               | 부산광역시 연제구 연제로 28                                      |
| 대구광역시선거관리위원회     | 대구광역시     | 대구광역시장 대구광역시교육감 비례대표 대구광역시의회 시의원                                               | 대구광역시 서구 국채보상로34길 46                                |
| 인천광역시선거관리위원회     | 인천광역시     | 인천광역시장 인천광역시교육감 비례대표 인천광역시의회 시의원                                               | 인천광역시 미추홀구 석정로 239, 10층~12층                        |
| 광주광역시선거관리위원회     | 광주광역시     | 광주광역시장 광주광역시교육감 비례대표 광주광역시의회 시의원                                               | 광주광역시 서구 시청로 98                                        |
| 대전광역시선거관리위원회     | 대전광역시     | 대전광역시장 대전광역시교육감 비례대표 대전광역시의회 시의원                                               | 대전광역시 서구 한밭대로 713                                     |
| 울산광역시선거관리위원회     | 울산광역시     | 울산광역시장 울산광역시교육감 비례대표 울산광역시의회 시의원                                               | 울산광역시 중구 구교로 71                                        |
| 세종특별자치시선거관리위원회 | 세종특별자치시 | 세종특별자치시장 세종특별자치시교육감 비례대표 세종특별자치시의회 시의원 세종 갑 국회의원 세종 을 국회의원 | 세종특별자치시 남세종로 426                                      |
| 경기도선거관리위원회         | 경기도         | 경기도지사 경기도교육감 비례대표 경기도의회 도의원                                                         | 경기도 수원시 영통구 청명로 131                                  |
| 강원특별자치도선거관리위원회 | 강원특별자치도 | 강원특별자치도지사 강원특별자치도교육감 비례대표 강원특별자치도의회 도의원                                 | 강원특별자치도 춘천시 동면 소양강로 290                          |
| 충청북도선거관리위원회       | 충청북도       | 충청북도지사 충청북도교육감 비례대표 충청북도의회 도의원                                                   | 충청북도 청주시 흥덕구 2순환로 1168                              |
| 충청남도선거관리위원회       | 충청남도       | 충청남도지사 충청남도교육감 비례대표 충청남도의회 도의원                                                   | 충청남도 홍성군 홍북읍 충남대로 45, 정부충남지방합동청사 4층~5층 |
| 전북특별자치도선거관리위원회 | 전북특별자치도 | 전북특별자치도지사 전북특별자치도교육감 비례대표 전북특별자치도의회 도의원                                 | 전북특별자치도 전주시 완산구 서원로 79                           |
| 전라남도선거관리위원회       | 전라남도       | 전라남도지사 전라남도교육감 비례대표 전라남도의회 도의원                                                   | 전라남도 무안군 삼향읍 오룡2길 40                                |
| 경상북도선거관리위원회       | 경상북도       | 경상북도지사 경상북도교육감 비례대표 경상북도의회 도의원                                                   | 대구광역시 북구 연암로 40                                        |
| 경상남도선거관리위원회       | 경상남도       | 경상남도지사 경상남도교육감 비례대표 경상남도의회 도의원                                                   | 경상남도 창원시 의창구 창이대로 500                              |
| 제주특별자치도선거관리위원회 | 제주특별자치도 | 제주특별자치도지사 제주특별자치도교육감 비례대표 제주특별자치도의회 도의원                                 | 제주특별자치도 제주시 연삼로 506                                 |

## 기초 선거관리위원회

### 서울특별시
| 선관위명               | 관할 구역        | 당선증 수여 대상자 | 주소                                      |
| ---------------------- | ---------------- | --- | ----------------------------------------- |
| 종로구선거관리위원회   | 종로구 전 지역   | 종로구 국회의원 종로구청장 종로구 서울특별시의회 시의원(2명) 서울 종로구의회 구의원                                          | 서울특별시 종로구 창경궁로 110, 2층       |
| 중구선거관리위원회     | 중구 전 지역     | 중구·성동구 을 국회의원 중구청장 중구 서울특별시의회 시의원(2명) 서울 중구의회 구의원                                        | 서울특별시 종로구 창경궁로 110, 3층       |
| 용산구선거관리위원회   | 용산구 전 지역   | 용산구 국회의원 용산구청장 용산구 서울특별시의회 시의원(2명) 서울 용산구의회 구의원                                          | 서울특별시 용산구 청파로89길 31, 2층      |
| 성동구선거관리위원회   | 성동구 전 지역   | 중구·성동구 갑 국회의원 성동구청장 성동구 서울특별시의회 시의원(4명) 서울 성동구의회 구의원                                  | 서울특별시 동대문구 답십리로 64길 16, 3층 |
| 광진구선거관리위원회   | 광진구 전 지역   | 광진구 갑 국회의원 광진구 을 국회의원 광진구청장 광진구 서울특별시의회 시의원(4명) 서울 광진구의회 구의원                    | 서울특별시 광진구 능동로 314, 3층         |
| 동대문구선거관리위원회 | 동대문구 전 지역 | 동대문구 갑 국회의원 동대문구 을 국회의원 동대문구청장 동대문구 서울특별시의회 시의원(4명) 서울 동대문구의회 구의원          | 서울특별시 동대문구 답십리로64길 16       |
| 중랑구선거관리위원회   | 중랑구 전 지역   | 중랑구 갑 국회의원 중랑구 을 국회의원 중랑구청장 중랑구 서울특별시의회 시의원(4명) 서울 중랑구의회 구의원                    | 서울특별시 중랑구 신내로17길 106, 2층     |
| 성북구선거관리위원회   | 성북구 전 지역   | 성북구 갑 국회의원 성북구 을 국회의원 성북구청장 성북구 서울특별시의회 시의원(4명) 서울 성북구의회 구의원                    | 서울특별시 성북구 동소문로 63, 7층        |
| 강북구선거관리위원회   | 강북구 전 지역   | 강북구 갑 국회의원 강북구 을 국회의원 강북구청장 강북구 서울특별시의회 시의원(4명) 서울 강북구의회 구의원                    | 서울특별시 강북구 덕릉로 113, 4층         |
| 도봉구선거관리위원회   | 도봉구 전 지역   | 도봉구 갑 국회의원 도봉구 을 국회의원 도봉구청장 도봉구 서울특별시의회 시의원(4명) 서울 도봉구의회 구의원                    | 서울특별시 도봉구 도봉로150다길 64, 5층   |
| 노원구선거관리위원회   | 노원구 전 지역   | 노원구 갑 국회의원 노원구 을 국회의원 노원구 병 국회의원 노원구청장 노원구 서울특별시의회 시의원(6명) 서울 노원구의회 구의원 | 서울특별시 중랑구 신내로17길 106, 3층     |
| 은평구선거관리위원회   | 은평구 전 지역   | 은평구 갑 국회의원 은평구 을 국회의원 은평구청장 은평구 서울특별시의회 시의원(4명) 서울 은평구의회 구의원                    | 서울특별시 은평구 통일로71길 16, 4층      |
| 서대문구선거관리위원회 | 서대문구 전 지역 | 서대문구 갑 국회의원 서대문구 을 국회의원 서대문구청장 서대문구 서울특별시의회 시의원(4명) 서울 서대문구의회 구의원          | 서울특별시 서대문구 응암로 121, 4층       |
| 마포구선거관리위원회   | 마포구 전 지역   | 마포구 갑 국회의원 마포구 을 국회의원 마포구청장 마포구 서울특별시의회 시의원(4명) 서울 마포구의회 구의원                    | 서울특별시 마포구 숭문길 13, 3층          |
| 양천구선거관리위원회   | 양천구 전 지역   | 양천구 갑 국회의원 양천구 을 국회의원 양천구청장 양천구 서울특별시의회 시의원(4명) 서울 양천구의회 구의원                    | 서울특별시 양천구 목동동로 81, 6층        |
| 강서구선거관리위원회   | 강서구 전 지역   | 강서구 갑 국회의원 강서구 을 국회의원 강서구 병 국회의원 강서구청장 강서구 서울특별시의회 시의원(6명) 서울 강서구의회 구의원 | 서울특별시 강서구 양천로59길 46, 4층      |
| 구로구선거관리위원회   | 구로구 전 지역   | 구로구 갑 국회의원 구로구 을 국회의원 구로구청장 구로구 서울특별시의회 시의원(4명) 서울 구로구의회 구의원                    | 서울특별시 구로구 가마산로 282, 7층       |
| 금천구선거관리위원회   | 금천구 전 지역   | 금천구 국회의원 금천구청장 금천구 서울특별시의회 시의원(2명) 서울 금천구의회 구의원                                          | 서울특별시 금천구 시흥대로 426, 4층       |
| 영등포구선거관리위원회 | 영등포구 전 지역 | 영등포구 갑 국회의원 영등포구 을 국회의원 영등포구청장 영등포구 서울특별시의회 시의원(4명) 서울 영등포구의회 구의원          | 서울특별시 영등포구 버드나루로 114        |
| 동작구선거관리위원회   | 동작구 전 지역   | 동작구 갑 국회의원 동작구 을 국회의원 동작구청장 동작구 서울특별시의회 시의원(4명) 서울 동작구의회 구의원                    | 서울특별시 영등포구 버드나루로 114, 3층   |
| 관악구선거관리위원회   | 관악구 전 지역   | 관악구 갑 국회의원 관악구 을 국회의원 관악구청장 관악구 서울특별시의회 시의원(4명) 서울 관악구의회 구의원                    | 서울특별시 관악구 청룡1길 34, 1층         |
| 서초구선거관리위원회   | 서초구 전 지역   | 서초구 갑 국회의원 서초구 을 국회의원 서초구청장 서초구 서울특별시의회 시의원(4명) 서울 서초구의회 구의원                    | 서울특별시 강남구 언주로 721, 5층         |
| 강남구선거관리위원회   | 강남구 전 지역   | 강남구 갑 국회의원 강남구 을 국회의원 강남구 병 국회의원 강남구청장 강남구 서울특별시의회 시의원(6명) 서울 강남구의회 구의원 | 서울특별시 강남구 선릉로 573              |
| 송파구선거관리위원회   | 송파구 전 지역   | 송파구 갑 국회의원 송파구 을 국회의원 송파구 병 국회의원 송파구청장 송파구 서울특별시의회 시의원(6명) 서울 송파구의회 구의원 | 서울특별시 송파구 송파대로49길 3, 3층     |
| 강동구선거관리위원회   | 강동구 전 지역   | 강동구 갑 국회의원 강동구 을 국회의원 강동구청장 강동구 서울특별시의회 시의원(4명) 서울 송파구의회 구의원                    | 서울특별시 강동구 양재대로 1440, 6층      |

### 부산광역시
| 선관위명               | 관할 구역        | 당선증 수여 대상자                                                                                                  | 주소                                       |
| ---------------------- | ---------------- | --- | ------------------------------------------ |
| 중구선거관리위원회     | 중구 전 지역     | 중구·영도구 국회의원 중구청장 중구 부산광역시의회 시의원(1명) 부산 중구의회 구의원                                  | 부산광역시 중구 중앙대로 136, 3층          |
| 서구선거관리위원회     | 서구 전 지역     | 서구·동구 국회의원 서구청장 서구 부산광역시의회 시의원(2명) 부산 서구의회 구의원                                    | 부산광역시 서구 구덕로 312-5               |
| 동구선거관리위원회     | 동구 전 지역     | 서구·동구 국회의원 동구청장 동구 부산광역시의회 시의원(2명) 부산 동구의회 구의원                                    | 부산광역시 동구 중앙대로320번길 7-2        |
| 영도구선거관리위원회   | 영도구 전 지역   | 중구·영도구 국회의원 영도구청장 영도구 부산광역시의회 시의원(2명) 부산 영도구의회 구의원                            | 부산광역시 영도구 절영로 18                |
| 부산진구선거관리위원회 | 부산진구 전 지역 | 부산진구 갑 국회의원 부산진구 을 국회의원 부산진구청장 부산진구 부산광역시의회 시의원(4명) 부산 부산진구의회 구의원 | 부산광역시 부산진구 시민공원로 30, 13층    |
| 동래구선거관리위원회   | 동래구 전 지역   | 동래구 국회의원 동래구청장 동래구 부산광역시의회 시의원(3명) 부산 동래구의회 구의원                                 | 부산광역시 금정구 동현로 12                |
| 남구선거관리위원회     | 남구 전 지역     | 남구 갑 국회의원 남구 을 국회의원 남구청장 남구 부산광역시의회 시의원(4명) 부산 남구의회 구의원                     | 부산광역시 남구 황령대로492번길 24, 3층    |
| 북구선거관리위원회     | 북구 전 지역     | 북구·강서구 갑 국회의원 북구청장 북구 부산광역시의회 시의원(4명) 부산 북구의회 구의원                               | 부산광역시 북구 시랑로118번길 22           |
| 해운대구선거관리위원회 | 해운대구 전 지역 | 해운대구 갑 국회의원 해운대구 을 국회의원 해운대구청장 해운대구 부산광역시의회 시의원(4명) 부산 해운대구의회 구의원 | 부산광역시 해운대구 좌동순환로402번길 10   |
| 사하구선거관리위원회   | 사하구 전 지역   | 사하구 갑 국회의원 사하구 을 국회의원 사하구청장 사하구 부산광역시의회 시의원(4명) 부산 사하구의회 구의원           | 부산광역시 사하구 승학로108번길 6          |
| 금정구선거관리위원회   | 금정구 전 지역   | 금정구 국회의원 금정구청장 금정구 부산광역시의회 시의원(2명) 부산 금정구의회 구의원                                 | 부산광역시 금정구 동현로 12                |
| 강서구선거관리위원회   | 강서구 전 지역   | 북구·강서구 을 국회의원 강서구청장 강서구 부산광역시의회 시의원(2명) 부산 강서구의회 구의원                         | 부산광역시 강서구 대저로235번길 35         |
| 연제구선거관리위원회   | 연제구 전 지역   | 연제구 국회의원 연제구청장 연제구 부산광역시의회 시의원(2명) 부산 연제구의회 구의원                                 | 부산광역시 수영구 과정로5번길 6            |
| 수영구선거관리위원회   | 수영구 전 지역   | 수영구 국회의원 수영구청장 수영구 부산광역시의회 시의원(2명) 부산 수영구의회 구의원                                 | 부산광역시 수영구 과정로5번길 6            |
| 사상구선거관리위원회   | 사상구 전 지역   | 사상구 국회의원 사상구청장 사상구 부산광역시의회 시의원(2명) 부산 사상구의회 구의원                                 | 부산광역시 사상구 학감대로 91              |
| 기장군선거관리위원회   | 기장군 전 지역   | 기장군 국회의원 기장군수 기장군 부산광역시의회 시의원(2명) 부산 기장군의회 군의원                                   | 부산광역시 기장군 기장읍 대청로36번길 11-6 |

### 대구광역시
| 선관위명           | 관할 구역      | 당선증 수여 대상자 | 주소                                    |
| ------------------ | -------------- | --- | --------------------------------------- |
| 중구선거관리위원회 | 중구 전 지역   | 중구·남구 국회의원 중구청장 중구 대구광역시의회 시의원(2명) 대구 중구의회 구의원                                             | 대구광역시 중구 달구벌대로 2042, 3층    |
| 동구선거관리위원회 | 동구 전 지역   | 동구 갑 국회의원 동구 을 국회의원 동구청장 동구 대구광역시의회 시의원(4명) 대구 동구의회 구의원                              | 대구광역시 북구 대현로 11, 3층          |
| 서구선거관리위원회 | 서구 전 지역   | 서구 국회의원 서구청장 서구 대구광역시의회 시의원(2명) 대구 서구의회 구의원                                                  | 대구광역시 서구 국채보상로34길 46, 1층  |
| 남구선거관리위원회 | 남구 전 지역   | 중구·남구 국회의원 남구청장 남구 대구광역시의회 시의원(2명) 대구 남구의회 구의원                                             | 대구광역시 남구 현충로 1                |
| 북구선거관리위원회 | 북구 전 지역   | 북구 갑 국회의원 북구 을 국회의원 북구청장 북구 대구광역시의회 시의원(5명) 대구 북구의회 구의원                              | 대구광역시 북구 대현로 11, 2층          |
| 수성선거관리위원회 | 수성구 전 지역 | 수성구 갑 국회의원 수성구 을 국회의원 수성구청장 수성구 대구광역시의회 시의원(4명) 대구 수성구의회 구의원                    | 대구광역시 수성구 신천동로 254          |
| 달서선거관리위원회 | 달서구 전 지역 | 달서구 갑 국회의원 달서구 을 국회의원 달서구 병 국회의원 달서구청장 달서구 대구광역시의회 시의원(6명) 대구 달서구의회 구의원 | 대구광역시 달서구 학산로 234            |
| 달성선거관리위원회 | 달성군 전 지역 | 달성군 국회의원 달성군수 달성군 대구광역시의회 시의원(2명) 대구 달성군의회 군의원                                            | 대구광역시 달성군 화원읍 비슬로528길 17 |

### 인천광역시
| 선관위명               | 관할 구역        | 당선증 수여 대상자                                                                                        | 주소                                 |
| ---------------------- | ---------------- | --- | ------------------------------------ |
| 중구선거관리위원회     | 중구 전 지역     | 중구·강화군·옹진군 국회의원 중구청장 중구 인천광역시의회 시의원(2명) 인천 중구의회 구의원                 | 인천광역시 중구 답동로 29            |
| 동구선거관리위원회     | 동구 전 지역     | 동구·미추홀구 갑 국회의원 동구청장 동구 인천광역시의회 시의원(1명) 인천 동구의회 구의원                   | 인천광역시 동구 화도진로 146         |
| 미추홀구선거관리위원회 | 미추홀구 전 지역 | 동구·미추홀구 을 국회의원 미추홀구청장 미추홀구 인천광역시의회 시의원(4명) 인천 미추홀구의회 구의원       | 인천광역시 미추홀구 석정로 239, 9층  |
| 연수구선거관리위원회   | 연수구 전 지역   | 연수구 갑 국회의원 연수구 을 국회의원 연수구청장 연수구 인천광역시의회 시의원(4명) 인천 연수구의회 구의원 | 인천광역시 연수구 용담로99번길 4     |
| 남동구선거관리위원회   | 남동구 전 지역   | 남동구 갑 국회의원 남동구 을 국회의원 남동구청장 남동구 인천광역시의회 시의원(6명) 인천 남동구의회 구의원 | 인천광역시 남동구 인주대로623번길 40 |
| 부평구선거관리위원회   | 부평구 전 지역   | 부평구 갑 국회의원 부평구 을 국회의원 부평구청장 부평구 인천광역시의회 시의원(6명) 인천 부평구의회 구의원 | 인천광역시 부평구 굴포로7번길 45     |
| 계양구선거관리위원회   | 계양구 전 지역   | 계양구 갑 국회의원 계양구 을 국회의원 계양구청장 계양구 인천광역시의회 시의원(4명) 인천 계양구의회 구의원 | 인천광역시 계양구 장제로 804, 604호  |
| 서구선거관리위원회     | 서구 전 지역     | 서구 갑 국회의원 서구 을 국회의원 서구청장 서구 인천광역시의회 시의원(4명) 인천 서구의회 구의원           | 인천광역시 서구 탁옥로34번길 9, 4층  |
| 강화군선거관리위원회   | 강화군 전 지역   | 중구·강화군·옹진군 국회의원 강화군수 강화군 인천광역시의회 시의원(1명) 인천 강화군의회 군의원             | 인천광역시 강화군 불은면 중앙로 639  |
| 옹진군선거관리위원회   | 옹진군 전 지역   | 중구·강화군·옹진군 국회의원 옹진군수 옹진군 인천광역시의회 시의원(1명) 인천 옹진군의회 군의원             | 인천광역시 중구 홍예문로 30          |

### 광주광역시
| 선관위명             | 관할 구역      | 당선증 수여 대상자                                                                                        | 주소                                |
| -------------------- | -------------- | --- | ----------------------------------- |
| 동구선거관리위원회   | 동구 전 지역   | 동구·남구 을 국회의원 동구청장 동구 광주광역시의회 시의원(2명) 광주 동구의회 구의원                       | 광주광역시 동구 제봉로 197          |
| 서구선거관리위원회   | 서구 전 지역   | 서구 갑 국회의원 서구 을 국회의원 서구청장 서구 광주광역시의회 시의원(4명) 광주 서구의회 구의원           | 광주광역시 서구 상무공원로 138      |
| 남구선거관리위원회   | 남구 전 지역   | 동구·남구 갑 국회의원 남구청장 남구 광주광역시의회 시의원(3명) 광주 남구의회 구의원                       | 광주광역시 남구 대남대로 326        |
| 북구선거관리위원회   | 북구 전 지역   | 북구 갑 국회의원 북구 을 국회의원 북구청장 북구 광주광역시의회 시의원(6명) 광주 북구의회 구의원           | 광주광역시 북구 용봉로 135          |
| 광산구선거관리위원회 | 광산구 전 지역 | 광산구 갑 국회의원 광산구 을 국회의원 광산구청장 광산구 광주광역시의회 시의원(5명) 광주 광산구의회 구의원 | 광주광역시 광산구 무진대로 246, 8층 |

### 대전광역시
| 선관위명             | 관할 구역      | 당선증 수여 대상자                                                                                        | 주소                              |
| -------------------- | -------------- | --- | --------------------------------- |
| 동구선거관리위원회   | 동구 전 지역   | 동구 국회의원 동구청장 동구 대전광역시의회 시의원(3명) 대전 동구의회 구의원                               | 대전광역시 중구 대종로 528        |
| 중구선거관리위원회   | 중구 전 지역   | 중구 국회의원 중구청장 중구 대전광역시의회 시의원(3명) 대전 중구의회 구의원                               | 대전광역시 중구 대종로 528        |
| 서구선거관리위원회   | 서구 전 지역   | 서구 갑 국회의원 서구 을 국회의원 서구청장 서구 대전광역시의회 시의원(6명) 대전 서구의회 구의원           | 대전광역시 서구 청사로 152, 6층   |
| 유성구선거관리위원회 | 유성구 전 지역 | 유성구 갑 국회의원 유성구 을 국회의원 유성구청장 유성구 대전광역시의회 시의원(4명) 대전 유성구의회 구의원 | 대전광역시 서구 한밭대로 713, 2층 |
| 대덕구선거관리위원회 | 대덕구 전 지역 | 대덕구 국회의원 대덕구청장 대덕구 대전광역시의회 시의원(3명) 대전 대덕구회의 구의원                       | 대전광역시 서구 한밭대로 713, 6층 |

### 울산광역시
| 선관위명             | 관할 구역      | 당선증 수여 대상자                                                                              | 주소                            |
| -------------------- | -------------- | ----------------------------------------------------------------------------------------------- | ------------------------------- |
| 중구선거관리위원회   | 중구 전 지역   | 중구 국회의원 중구청장 중구 울산광역시의회 시의원(4명) 울산 중구의회 구의원                     | 울산광역시 중구 구교로 71, 1층  |
| 남구선거관리위원회   | 남구 전 지역   | 남구 갑 국회의원 남구 을 국회의원 남구청장 남구 울산광역시의회 시의원(6명) 울산 남구의회 구의원 | 울산광역시 남구 번영로 213      |
| 동구선거관리위원회   | 동구 전 지역   | 동구 국회의원 동구청장 동구 울산광역시의회 시의원(3명) 울산 동구의회 구의원                     | 울산광역시 동구 문현1길 15      |
| 북구선거관리위원회   | 북구 전 지역   | 북구 국회의원 북구청장 북구 울산광역시의회 시의원(3명) 울산 북구의회 구의원                     | 울산광역시 북구 화동로 2        |
| 울주군선거관리위원회 | 울주군 전 지역 | 울주군 국회의원 울주군수 울주군 울산광역시의회 시의원(3명) 울산 울주군의회 군의원               | 울산광역시 남구 번영로 213, 3층 |

### 경기도
| 선관위명                     | 관할 구역        | 당선증 수여 대상자 | 주소                                                                                 |
| ---------------------------- | ---------------- | --- | ------------------------------------------------------------------------------------ |
| 수원시장안구선거관리위원회   | 수원시 장안구    | 수원 갑 국회의원 수원시장 수원시 경기도의회 도의원(2명) 경기 수원시의회 시의원                                                    | 경기도 수원시 장안구 송원로 125, 5층                                                 |
| 수원시권선구선거관리위원회   | 수원시 권선구    | 수원 을 국회의원 수원시 무 국회의원 수원시장 수원시 경기도의회 도의원(4명) 경기 수원시의회 시의원                                 | 경기도 수원시 권선구 경수대로 401, 2층                                               |
| 수원시팔달구선거관리위원회   | 수원시 팔달구    | 수원 병 국회의원 수원시장 수원시 경기도의회 도의원(2명) 경기 수원시의회 시의원                                                    | 경기도 수원시 영통구 광교로 156, 1층 101호                                           |
| 수원시영통구선거관리위원회   | 수원시 영통구    | 수원 정 국회의원 수원시장 수원시 경기도의회 도의원(3명) 경기 수원시의회 시의원                                                    | 경기도 수원시 영통구 청명로 131, 1층                                                 |
| 성남시수정구선거관리위원회   | 성남시 수정구    | 수정구 국회의원 성남시장 성남시 경기도의회 도의원(2명) 경기 성남시의회 시의원                                                     | 경기도 성남시 수정구 산성대로 301, 7층                                               |
| 성남시중원구선거관리위원회   | 성남시 중원구    | 중원구 국회의원 성남시장 성남시 경기도의회 도의원(2명) 경기 성남시의회 시의원                                                     | 경기도 성남시 수정구 성남대로 1170, 1층                                              |
| 성남시분당구선거관리위원회   | 성남시 분당구    | 분당구 갑 국회의원 분당구 을 국회의원 성남시장 성남시 경기도의회 도의원(4명) 경기 성남시의회 시의원                               | 경기도 성남시 분당구 양현로 164, 2층                                                 |
| 의정부시선거관리위원회       | 의정부시 전 지역 | 의정부 갑 국회의원 의정부 을 국회의원 의정부시장 의정부시 경기도의회 도의원(4명) 경기 의정부시의회 시의원                         | 경기도 의정부시 신흥로 174, 7층                                                      |
| 안양시만안구선거관리위원회   | 안양시 만안구    | 만안구 국회의원 안양시장 안양시 경기도의회 도의원(2명) 경기 안양시의회 시의원                                                     | 경기도 안양시 동안구 경수대로 932, 4층                                               |
| 안양시동안구선거관리위원회   | 안양시 동안구    | 동안구 갑 국회의원 동안구 을 국회의원 안양시장 안양시 경기도의회 도의원(4명) 경기 안양시의회 시의원                               | 경기도 안양시 동안구 경수대로 932, 3층                                               |
| 부천시선거관리위원회         | 부천시 전 지역   | 부천 갑 국회의원 부천 을 국회의원 부천 병 국회의원 부천 정 국회의원 부천시장 부천시 경기도의회 도의원(8명) 경기 부천시의회 시의원 | 경기도 부천시 상동로117번길 30                                                       |
| 광명시선거관리위원회         | 광명시 전 지역   | 광명 갑 국회의원 광명 을 국회의원 광명시장 광명시 경기도의회 도의원(4명) 경기 광명시의회 시의원                                   | 경기도 광명시 오리로 902, 601호                                                      |
| 평택시선거관리위원회         | 평택시 전 지역   | 평택 갑 국회의원 평택 을 국회의원 평택시장 평택시 경기도의회 도의원(5명) 경기 평택시의회 시의원                                   | 경기도 평택시 송탄로 75                                                              |
| 동두천시선거관리위원회       | 동두천시 전 지역 | 동두천·연천 국회의원 동두천시장                                                                                                   | 동두천시 경기도의회 도의원(2명) 경기 동두천시의회 시의원 경기도 동두천시 평화로 2681 |
| 안산시상록구선거관리위원회   | 안산시 상록구    | 상록구 갑 국회의원 상록구 을 국회의원 안산시장 안산시 경기도의회 도의원(4명) 경기 안산시의회 시의원                               | 경기도 안산시 상록구 석호로 152, 3층                                                 |
| 안산시단원구선거관리위원회   | 안산시 단원구    | 단원구 갑 국회의원 단원구 을 국회의원 안산시장 안산시 경기도의회 도의원(4명) 경기 안산시의회 시의원                               | 경기도 안산시 상록구 석호로 152, 2층                                                 |
| 고양시덕양구선거관리위원회   | 고양시 덕양구    | 고양 갑 국회의원 고양 을 국회의원 고양시장 고양시 경기도의회 도의원(5명) 경기 고양시의회 시의원                                   | 경기도 고양시 일산동구 일산로 24, 2층                                                |
| 고양시일산동구선거관리위원회 | 고양시 일산동구  | 고양 병 국회의원 고양시장 고양시 경기도의회 도의원(3명) 경기 고양시의회 시의원                                                    | 경기도 고양시 일산동구 일산로 24, 3층                                                |
| 고양시일산서구선거관리위원회 | 고양시 일산서구  | 고양 정 국회의원 고양시장 고양시 경기도의회 도의원(2명) 경기 고양시의회 시의원                                                    | 경기도 고양시 일산동구 일산로 24, 4층                                                |
| 과천시선거관리위원회         | 과천시 전 지역   | 의왕·과천 국회의원 과천시장 과천시 경기도의회 도의원(1명) 경기 과천시의회 시의원                                                  | 경기도 과천시 문원로 107, 2층                                                        |
| 구리시선거관리위원회         | 구리시 전 지역   | 구리시 국회의원 구리시장 구리시 경기도의회 도의원(2명) 경기 구리시의회 시의원                                                     | 경기도 구리시 건원대로 44, 5층                                                       |
| 남양주시선거관리위원회       | 남양주시 전 지역 | 남양주 갑 국회의원 남양주 을 국회의원 남양주 병 국회의원 남양주시장 남양주시 경기도의회 도의원(6명) 경기 남양주시의회 시의원      | 경기도 남양주시 가운로1길 1, 6층                                                     |
| 오산시선거관리위원회         | 오산시 전 지역   | 오산 국회의원 오산시장 오산시 경기도의회 도의원(2명) 경기 오산시의회 시의원                                                       | 경기도 오산시 경기대로 324, 3층                                                      |
| 시흥시선거관리위원회         | 시흥시 전 지역   | 시흥 갑 국회의원 시흥 을 국회의원 시흥시장 시흥시 경기도의회 도의원(4명) 경기 시흥시의회 시의원                                   | 경기도 시흥시 마유로 416, 3층                                                        |
| 군포시선거관리위원회         | 군포시 전 지역   | 군포 국회의원 군포시장 군포시 경기도의회 도의원(4명) 경기 군포시의회 시의원                                                       | 경기도 군포시 용호2로 63-8, 3층                                                      |
| 의왕시선거관리위원회         | 의왕시 전 지역   | 의왕·과천 국회의원 의왕시장 의왕시 경기도의회 도의원(2명) 경기 의왕시의회 시의원                                                  | 경기도 의왕시 성고개로 53, 304호                                                     |
| 하남시선거관리위원회         | 하남시 전 지역   | 하남시 국회의원 하남시장 하남시 경기도의회 도의원(2명) 경기 하남시의회 시의원                                                     | 경기도 하남시 덕풍서로 38                                                            |
| 용인시처인구선거관리위원회   | 용인시 처인구    | 용인 갑 국회의원 용인시장 용인시 경기도의회 도의원(2명) 경기 용인시의회 시의원                                                    | 경기도 용인시 처인구 중부대로1161번길 85, 2층                                        |
| 용인시기흥구선거관리위원회   | 용인시 기흥구    | 용인 을 국회의원 용인시 정 국회의원 용인시장 용인시 경기도의회 도의원(4명) 경기 용인시의회 시의원                                 | 경기도 용인시 처인구 중부대로1161번길 85, 3층                                        |
| 용인시수지구선거관리위원회   | 용인시 수지구    | 용인 병 국회의원 용인시장 용인시 경기도의회 도의원(2명) 경기 용인시의회 시의원                                                    | 경기도 용인시 수지구 동천로 83, 5층                                                  |
| 파주시선거관리위원회         | 파주시 전 지역   | 파주 갑 국회의원 파주 을 국회의원 파주시장 파주시 경기도의회 도의원(4명) 경기 파주시의회 시의원                                   | 경기도 파주시 금바위로 37                                                            |
| 이천시선거관리위원회         | 이천시 전 지역   | 이천 국회의원 이천시장 이천시 경기도의회 도의원(2명) 경기 이천시의회 시의원                                                       | 경기도 이천시 부악로 47-1                                                            |
| 안성시선거관리위원회         | 안성시 전 지역   | 안성 국회의원 안성시장<br8 안성시 경기도의회 도의원(2명) 경기 안성시의회 시의원                                                   | 경기도 안성시 혜산로 19                                                              |
| 김포시선거관리위원회         | 김포시 전 지역   | 김포 갑 국회의원 김포 을 국회의원 김포시장 김포시 경기도의회 도의원(4명) 경기 김포시의회 시의원                                   | 경기도 김포시 청송로 32                                                              |
| 화성시선거관리위원회         | 화성시 전 지역   | 화성 갑 국회의원 화성 을 국회의원 화성 병 국회의원 화성시장 화성시 경기도의회 도의원(6명) 경기 화성시의회 시의원                  | 경기도 화성시 떡전골로 98                                                            |
| 광주시선거관리위원회         | 광주시 전 지역   | 광주 갑 국회의원 광주 을 국회의원 광주시장 광주시 경기도의회 도의원(4명) 경기 광주시의회 시의원                                   | 경기도 광주시 행정타운로 49-3                                                        |
| 양주시선거관리위원회         | 양주시 전 지역   | 양주 국회의원 양주시장 양주시 경기도의회 도의원(2명) 경기 양주시의회 시의원                                                       | 경기도 양주시 외미로 89-10, 2층                                                      |
| 포천시선거관리위원회         | 포천시 전 지역   | 포천·가평 국회의원 포천시장 포천시 경기도의회 도의원(2명) 경기 포천시의회 시의원                                                  | 경기도 포천시 군내면 청성로 112                                                      |
| 여주시선거관리위원회         | 여주시 전 지역   | 여주·양평 국회의원 여주시장 여주시 경기도의회 도의원(2명) 경기 여주시의회 시의원                                                  | 경기도 여주시 여양로 57                                                              |
| 연천군선거관리위원회         | 연천군 전 지역   | 동두천·연천 국회의원 연천군수 연천군 경기도의회 도의원(1명) 경기 연천군의회 군의원                                                | 경기도 연천군 연천읍 차옥로 3                                                        |
| 가평군선거관리위원회         | 가평군 전 지역   | 포천·가평 국회의원 가평군수 가평군 경기도의회 도의원(1명) 경기 가평군의회 군의원                                                  | 경기도 가평군 가평읍 문화로 154, 4층                                                 |
| 양평군선거관리위원회         | 양평군 전 지역   | 여주·양평 국회의원 양평군수 양평군 경기도의회 도의원(2명) 경기 양평군의회 군의원                                                  | 경기도 양평군 양평읍 시민로 88, 3층                                                  |

### 강원특별자치도
| 선관위명             | 관할 구역      | 당선증 수여 대상자                                                                              | 주소                                             |
| -------------------- | -------------- | ----------------------------------------------------------------------------------------------- | ------------------------------------------------ |
| 춘천시선거관리위원회 | 춘천시 전 지역 | 춘천·철원·화천·양구 갑 국회의원 춘천시장 춘천시 강원도의회 도의원(5명) 강원 춘천시의회 시의원   | 강원특별자치도 춘천시 영서로 2668                |
| 원주시선거관리위원회 | 원주시 전 지역 | 원주 갑 국회의원 원주 을 국회의원 원주시장 원주시 강원도의회 도의원(7명) 강원 원주시의회 시의원 | 강원특별자치도 원주시 입춘로 50, 2층             |
| 강릉시선거관리위원회 | 강릉시 전 지역 | 강릉 국회의원 강릉시장 강릉시 강원도의회 도의원(4명) 강원 강릉시의회 시의원                     | 강원특별자치도 강릉시 임영로 143                 |
| 동해시선거관리위원회 | 동해시 전 지역 | 동해·태백·삼척·정선 국회의원 동해시장 동해시 강원도의회 도의원(2명) 강원 동해시의회 시의원      | 강원특별자치도 동해시 천곡로 116                 |
| 태백시선거관리위원회 | 태백시 전 지역 | 동해·태백·삼척·정선 국회의원 태백시장 태백시 강원도의회 도의원(2명) 강원 태백시의회 시의원      | 강원특별자치도 태백시 태백산로 5103              |
| 속초시선거관리위원회 | 속초시 전 지역 | 속초·인제·고성·양양 국회의원 속초시장 속초시 강원도의회 도의원(2명) 강원 속초시의회 시의원      | 강원특별자치도 속초시 동해대로 4019              |
| 삼척시선거관리위원회 | 삼척시 전 지역 | 동해·태백·삼척·정선 국회의원 삼척시장 삼척시 강원도의회 도의원(2명) 강원 삼척시의회 시의원      | 강원특별자치도 삼척시 대학로 77                  |
| 홍천군선거관리위원회 | 홍천군 전 지역 | 홍천·횡성·영월·평창 국회의원 홍천군수 홍천군 강원도의회 도의원(2명) 강원 홍천군의회 군의원      | 강원특별자치도 홍천군 홍천읍 홍천로 643          |
| 횡성군선거관리위원회 | 횡성군 전 지역 | 홍천·횡성·영월·평창 국회의원 횡성군수 횡성군 강원도의회 도의원(2명) 강원 횡성군의회 군의원      | 강원특별자치도 횡성군 횡성읍 횡성로 340          |
| 영월군선거관리위원회 | 영월군 전 지역 | 홍천·횡성·영월·평창 국회의원 영월군수 영월군 강원도의회 도의원(2명) 강원 영월군의회 군의원      | 강원특별자치도 영월군 영월읍 은행나무3길 10      |
| 평창군선거관리위원회 | 평창군 전 지역 | 홍천·횡성·영월·평창 국회의원 평창군수 평창군 강원도의회 도의원(2명) 강원 평창군의회 군의원      | 강원특별자치도 평창군 평창읍 백오로 145-10       |
| 정선군선거관리위원회 | 정선군 전 지역 | 동해·태백·삼척·정선 국회의원 정선군수 정선군 강원도의회 도의원(2명) 강원 정선군의회 군의원      | 강원특별자치도 정선군 정선읍 정선로 1251         |
| 철원군선거관리위원회 | 철원군 전 지역 | 춘천·철원·화천·양구 을 국회의원 철원군수 철원군 강원도의회 도의원(2명) 강원 철원군의회 군의원   | 강원특별자치도 철원군 동송읍 이평3로 154-30, 2층 |
| 화천군선거관리위원회 | 화천군 전 지역 | 춘천·철원·화천·양구 을 국회의원 화천군수 화천군 강원도의회 도의원(1명) 강원 화천군의회 군의원   | 강원특별자치도 화천군 화천읍 산수화로 49         |
| 양구군선거관리위원회 | 양구군 전 지역 | 춘천·화천·철원·양구 을 국회의원 양구군수 양구군 강원도의회 도의원(1명) 강원 양구군의회 군의원   | 강원특별자치도 양구군 양구읍 금송로 28           |
| 인제군선거관리위원회 | 인제군 전 지역 | 속초·인제·고성·양양 국회의원 인제군수 인제군 강원도의회 도의원(1명) 강원 인제군의회 군의원      | 강원특별자치도 인제군 인제읍 인제로193번길 27    |
| 고성군선거관리위원회 | 고성군 전 지역 | 속초·인제·고성·양양 국회의원 고성군수 고성군 강원도의회 도의원(1명) 강원 고성군의회 군의원      | 강원특별자치도 고성군 간성읍 간성로 91           |
| 양양군선거관리위원회 | 양양군 전 지역 | 속초·인제·고성·양양 국회의원 양양군수 양양군 강원도의회 도의원(1명) 강원 양양군의회 군의원      | 강원특별자치도 양양군 양양읍 남문2길 5, 2층      |

### 충청북도
| 선관위명                   | 관할 구역      | 당선증 수여 대상자                                                                             | 주소                                    |
| -------------------------- | -------------- | ---------------------------------------------------------------------------------------------- | --------------------------------------- |
| 청주시상당구선거관리위원회 | 청주시 상당구  | 청주시 상당구 국회의원 청주시장 청주시 충청북도의회 도의원(3명) 충북 청주시의회 시의원         | 충청북도 청주시 상당구 산성로 106, 4층  |
| 청주시서원구선거관리위원회 | 청주시 서원구  | 청주시 서원구 국회의원 청주시장 청주시 충청북도의회 도의원(3명) 충북 청주시의회 시의원         | 충청북도 청주시 서원구 장전로 71, 4층   |
| 청주시흥덕구선거관리위원회 | 청주시 흥덕구  | 청주시 흥덕구 국회의원 청주시장 청주시 충청북도의회 도의원(3명) 충북 청주시의회 시의원         | 충청북도 청주시 흥덕구 죽천로 127, 2층  |
| 청주시청원구선거관리위원회 | 청주시 청원구  | 청주시 청원구 국회의원 청주시장 청주시 충청북도의회 도의원(3명) 충북 청주시의회 시의원         | 충청북도 청주시 청원구 1순환로 144, 5층 |
| 충주시선거관리위원회       | 충주시 전 지역 | 충주시 국회의원 충주시장 충주시 충청북도의회 도의원(3명) 충북 충주시의회 시의원                | 충청북도 충주시 봉현로 93               |
| 제천시선거관리위원회       | 제천시 전 지역 | 제천·단양 국회의원 제천시장 제천시 충청북도의회 도의원(2명) 충북 제천시의회 시의원             | 충청북도 제천시 청전대로 9              |
| 보은군선거관리위원회       | 보은군 전 지역 | 보은·옥천·영동·괴산 국회의원 보은군수 보은군 충청북도의회 도의원(1명) 충북 보은군의회 군의원   | 충청북도 보은군 보은읍 뱃들로 46        |
| 옥천군선거관리위원회       | 옥천군 전 지역 | 보은·옥천·영동·괴산 국회의원 옥천군수 옥천군 충청북도의회 도의원(2명) 충북 옥천군의회 군의원   | 충청북도 옥천군 옥천읍 옥천로 1637      |
| 영동군선거관리위원회       | 영동군 전 지역 | 보은·옥천·영동·괴산 국회의원 영동군수 > 영동군 충청북도의회 도의원(2명) 충북 영동군의회 군의원 | 충청북도 영동군 영동읍 계산로2길 5-6    |
| 진천군선거관리위원회       | 진천군 전 지역 | 증평·진천·음성 국회의원 진천군수 진천군 충청북도의회 도의원(2명) 충북 진천군의회 군의원        | 충청북도 진천군 진천읍 중앙동5길 19     |
| 괴산군선거관리위원회       | 괴산군 전 지역 | 보은·옥천·영동·괴산 국회의원 괴산군수 괴산군 충청북도의회 도의원(1명) 충북 괴산군의회 군의원   | 충청북도 괴산군 괴산읍 괴강로 79        |
| 음성군선거관리위원회       | 음성군 전 지역 | 진천군·음성군·증평군 국회의원 음성군수 음성군 충청북도의회 도의원(2명) 충북 음성군의회 군의원  | 충청북도 음성군 음성읍 설성공원길 6     |
| 단양군선거관리위원회       | 단양군 전 지역 | 제천·단양 국회의원 단양군수 단양군 충청북도의회 도의원(1명) 충북 단양군의회 군의원             | 충청북도 단양군 단양읍 상진1길 6-9      |
| 증평군선거관리위원회       | 증평군 전 지역 | 진천·음성·증평 국회의원 증평군수 증평군 충청북도의회 도의원(1명) 충북 증평군의회 군의원        | 충청북도 증평군 증평읍 초중6길 71       |

### 충청남도
| 선관위명                   | 관할 구역      | 당선증 수여 대상자                                                                                | 주소                                      |
| -------------------------- | -------------- | ------------------------------------------------------------------------------------------------- | ----------------------------------------- |
| 천안시동남구선거관리위원회 | 천안시 동남구  | 천안 갑 국회의원 천안 병 국회의원 천안시장 천안시 충청남도의회 도의원(4명) 충남 천안시의회 시의원 | 충청남도 천안시 서북구 오성1길 16         |
| 천안시서북구선거관리위원회 | 천안시 서북구  | 천안 을 국회의원 천안시장 천안시 충청남도의회 도의원(6명) 충남 천안시의회 시의원                  | 충청남도 천안시 서북구 오성1길 16         |
| 공주시선거관리위원회       | 공주시 전 지역 | 공주·부여·청양 국회의원 공주시장 공주시 충청남도의회 도의원(2명) 충남 공주시의회 시의원           | 충청남도 공주시 번영1로 6, 2층            |
| 보령시선거관리위원회       | 보령시 전 지역 | 보령·서천 국회의원 보령시장 보령시 충청남도의회 도의원(2명) 충남 보령시의회 시의원                | 충청남도 보령시 한내로 82, 303호          |
| 아산시선거관리위원회       | 아산시 전 지역 | 아산 갑 국회의원 아산 을 국회의원 아산시장 아산시 충청남도의회 도의원(4명) 충남 아산시의회 시의원 | 충청남도 아산시 삼동로 28                 |
| 서산시선거관리위원회       | 서산시 전 지역 | 서산·태안 국회의원 서산시장 서산시 충청남도의회 도의원(2명) 충남 서산시의회 시의원                | 충청남도 서산시 동헌로 149                |
| 논산시선거관리위원회       | 논산시 전 지역 | 논산·계룡·금산 국회의원 논산시장 논산시 충청남도의회 도의원(2명) 충남 논산시의회 시의원           | 충청남도 논산시 시민로 274, 3층           |
| 계룡시선거관리위원회       | 계룡시 전 지역 | 논산·계룡·금산 국회의원 계룡시장 계룡시 충청남도의회 도의원(1명) 충남 계룡시의회 시의원           | 충청남도 계룡시 서금암3길 15, 3층         |
| 당진시선거관리위원회       | 당진시 전 지역 | 당진 국회의원 당진시장 당진시 충청남도의회 도의원(2명) 충남 당진시의회 시의원                     | 충청남도 당진시 교동길 84                 |
| 금산군선거관리위원회       | 금산군 전 지역 | 논산·계룡·금산 국회의원 금산군수 금산군 충청남도의회 도의원(2명) 충남 금산군의회 군의원           | 충청남도 금산군 금산읍 비호로 96, 2층     |
| 부여군선거관리위원회       | 부여군 전 지역 | 공주·부여·청양 국회의원 부여군수 부여군 충청남도의회 도의원(2명) 충남 부여군의회 군의원           | 충청남도 부여군 부여읍 궁남로 33          |
| 서천군선거관리위원회       | 서천군 전 지역 | 보령·서천 국회의원 서천군수 서천군 충청남도의회 도의원(2명) 충남 서천군의회 군의원                | 충청남도 서천군 서천읍 사곡길 20-12       |
| 청양군선거관리위원회       | 청양군 전 지역 | 공주·부여·청양 국회의원 청양군수 청양군 충청남도의회 도의원(1명) 충남 청양군의회 군의원           | 충청남도 청양군 청양읍 학사길 22          |
| 홍성군선거관리위원회       | 홍성군 전 지역 | 홍성·예산 국회의원 홍성군수 홍성군 충청남도의회 도의원(2명) 충남 홍성군의회 군의원                | 충청남도 홍성군 홍북읍 상하천로 24-1, 2층 |
| 예산군선거관리위원회       | 예산군 전 지역 | 홍성·예산 국회의원 예산군수 예산군 충청남도의회 도의원(2명) 충남 예산군의회 군의원                | 충청남도 예산군 예산읍 아리랑로 73        |
| 태안군선거관리위원회       | 태안군 전 지역 | 서산·태안 국회의원 태안군수 태안군 충청남도의회 도의원(2명) 충남 태안군의회 군의원                | 충청남도 태안군 태안읍 사직단길 28-4      |

### 전북특별자치도
| 선관위명                   | 관할 구역      | 당선증 수여 대상자                                                                                      | 주소                                        |
| -------------------------- | -------------- | --- | ------------------------------------------- |
| 전주시완산구선거관리위원회 | 전주시 완산구  | 전주 갑 국회의원 전주 을 국회의원 전주시장 전주시 전북특별자치도의회 도의원(7명) 전북 전주시의회 시의원 | 전북특별자치도 전주시 완산구 아중로 35      |
| 전주시덕진구선거관리위원회 | 전주시 덕진구  | 전주 병 국회의원 전주시장 전주시 전북특별자치도의회 도의원(4명) 전북 전주시의회 시의원                  | 전북특별자치도 전주시 덕진구 진버들5길 15   |
| 군산시선거관리위원회       | 군산시 전 지역 | 군산 국회의원 군산시장 군산시 전북특별자치도의회 도의원(4명) 전북 군산시의회 시의원                     | 전북특별자치도 군산시 축동로 132            |
| 익산시선거관리위원회       | 익산시 전 지역 | 익산 갑 국회의원 익산 을 국회의원 익산시장 익산시 전북특별자치도의회 도의원(4명) 전북 익산시의회 시의원 | 전북특별자치도 익산시 무왕로 983            |
| 정읍시선거관리위원회       | 정읍시 전 지역 | 정읍·고창 국회의원 정읍시장 정읍시 전북특별자치도의회 도의원(2명) 전북 정읍시의회 시의원                | 전북특별자치도 정읍시 수성6로 40            |
| 남원시선거관리위원회       | 남원시 전 지역 | 남원·임실·순창 국회의원 남원시장 남원시 전북특별자치도의회 도의원(2명) 전북 남원시의회 시의원           | 전북특별자치도 남원시 의총로 183            |
| 김제시선거관리위원회       | 김제시 전 지역 | 김제·부안 국회의원 김제시장 김제시 전북특별자치도의회 도의원(2명) 전북 김제시의회 시의원                | 전북특별자치도 김제시 남북로 273            |
| 완주군선거관리위원회       | 완주군 전 지역 | 완주·진안·무주·장수 국회의원 완주군수 완주군 전북특별자치도의회 도의원(2명) 전북 완주군의회 군의원      | 전북특별자치도 전주시 완산구 서원로 79      |
| 진안군선거관리위원회       | 진안군 전 지역 | 완주·진안·무주·장수 국회의원 진안군수 진안군 전북특별자치도의회 도의원(1명) 전북 진안군의회 군의원      | 전북특별자치도 진안군 진안읍 진용로 64      |
| 무주군선거관리위원회       | 무주군 전 지역 | 완주·진안·무주·장수 국회의원 무주군수 무주군 전북특별자치도의회 도의원(1명) 전북 무주군의회 군의원      | 전북특별자치도 무주군 무주읍 한풍루로 408-1 |
| 장수군선거관리위원회       | 장수군 전 지역 | 완주·진안·무주·장수 국회의원 장수군수 장수군 전북특별자치도의회 도의원(1명) 전북 장수군의회 군의원      | 전북특별자치도 장수군 장수읍 시장로 12-4    |
| 임실군선거관리위원회       | 임실군 전 지역 | 남원·임실·순창 국회의원 임실군수 임실군 전북특별자치도의회 도의원(1명) 전북 임실군의회 군의원           | 전북특별자치도 임실군 임실읍 중동로 32      |
| 순창군선거관리위원회       | 순창군 전 지역 | 남원·임실·순창 국회의원 순창군수 순창군 전북특별자치도의회 도의원(1명) 전북 순창군의회 군의원           | 전북특별자치도 순창군 순창읍 순창로 208     |
| 고창군선거관리위원회       | 고창군 전 지역 | 정읍·고창 국회의원 고창군수 고창군 전북특별자치도의회 도의원(2명) 전북 고창군의회 군의원                | 전북특별자치도 고창군 고창읍 교촌5길 12     |
| 부안군선거관리위원회       | 부안군 전 지역 | 김제·부안 국회의원 부안군수 부안군 전북특별자치도의회 도의원(1명) 전북 부안군의회 군의원                | 전북특별자치도 부안군 부안읍 석정로 184     |

### 전라남도
| 선관위명             | 관할 구역      | 당선증 수여 대상자                                                                                | 주소                                      |
| -------------------- | -------------- | ------------------------------------------------------------------------------------------------- | ----------------------------------------- |
| 목포시선거관리위원회 | 목포시 전 지역 | 목포 국회의원 목포시장 목포시 전라남도의회 도의원(5명) 전남 목포시의회 시의원                     | 전라남도 목포시 백년대로265번길 15        |
| 여수시선거관리위원회 | 여수시 전 지역 | 여수 갑 국회의원 여수 을 국회의원 여수시장 여수시 전라남도의회 도의원(6명) 전남 여수시의회 시의원 | 전라남도 여수시 화산로 7                  |
| 순천시선거관리위원회 | 순천시 전 지역 | 순천·광양·곡성·구례 갑 국회의원 순천시장 순천시 전라남도의회 도의원(6명) 전남 순천시의회 시의원   | 전라남도 순천시 연자로 36                 |
| 나주시선거관리위원회 | 나주시 전 지역 | 나주·화순 국회의원 나주시장 나주시 전라남도의회 도의원(2명) 전남 나주시의회 시의원                | 전라남도 나주시 송월3길 33                |
| 광양시선거관리위원회 | 광양시 전 지역 | 순천·광양·곡성·구례 을 국회의원 광양시장 광양시 전라남도의회 도의원(3명) 전남 광양시의회 시의원   | 전라남도 광양시 광양읍 성북길 35          |
| 담양군선거관리위원회 | 담양군 전 지역 | 담양·함평·영광·장성 국회의원 담양군수 담양군 전라남도의회 도의원(2명) 전남 담양군의회 군의원      | 전라남도 담양군 담양읍 지침6길 83         |
| 곡성군선거관리위원회 | 곡성군 전 지역 | 순천·광양·곡성·구례 을 국회의원 곡성군수 곡성군 전라남도의회 도의원(1명) 전남 곡성군의회 군의원   | 전라남도 곡성군 곡성읍 낙동원로 35        |
| 구례군선거관리위원회 | 구례군 전 지역 | 순천·광양·곡성·구례 국회의원 구례군수 구례군 전라남도의회 도의원(1명) 전남 구례군의회 군의원      | 전라남도 구례군 구례읍 봉성산길 5         |
| 고흥군선거관리위원회 | 고흥군 전 지역 | 고흥·보성·장흥·강진 국회의원 고흥군수 고흥군 전라남도의회 도의원(2명) 전남 고흥군의회 군의원      | 전라남도 고흥군 고흥읍 고흥로 1568        |
| 보성군선거관리위원회 | 보성군 전 지역 | 고흥·보성·장흥·강진 국회의원 보성군수 보성군 전라남도의회 도의원(2명) 전남 보성군의회 군의원      | 전라남도 보성군 보성읍 송재로 207         |
| 화순군선거관리위원회 | 화순군 전 지역 | 나주·화순 국회의원 화순군수 화순군 전라남도의회 도의원(2명) 전남 화순군의회 군의원                | 전라남도 화순군 화순읍 대교로 19          |
| 장흥군선거관리위원회 | 장흥군 전 지역 | 고흥·보성·장흥·강진 국회의원 장흥군수 장흥군 전라남도의회 도의원(2명) 전남 장흥군의회 군의원      | 전라남도 장흥군 장흥읍 동교1길 13         |
| 강진군선거관리위원회 | 강진군 전 지역 | 고흥·보성·장흥·강진 국회의원 강진군수 강진군 전라남도의회 도의원(2명) 전남 강진군의회 군의원      | 전라남도 강진군 강진읍 목리길 10          |
| 해남군선거관리위원회 | 해남군 전 지역 | 해남·완도·진도 국회의원 해남군수 해남군 전라남도의회 도의원(2명) 전남 해남군의회 군의원           | 전라남도 해남군 해남읍 교육청길 54-3, 2층 |
| 영암군선거관리위원회 | 영암군 전 지역 | 영암·무안·신안 국회의원 영암군수 영암군 전라남도의회 도의원(2명) 전남 영암군의회 군의원           | 전라남도 영암군 영암읍 오리정길 45        |
| 무안군선거관리위원회 | 무안군 전 지역 | 영암·무안·신안 국회의원 무안군수 무안군 전라남도의회 도의원(2명) 전남 무안군의회 군의원           | 전라남도 무안군 무안읍 무안로 468         |
| 함평군선거관리위원회 | 함평군 전 지역 | 담양·함평·영광·장성 국회의원 함평군수 함평군 전라남도의회 도의원(1명) 전남 함평군의회 군의원      | 전라남도 함평군 함평읍 영수길 50          |
| 영광군선거관리위원회 | 영광군 전 지역 | 담양·함평·영광·장성 국회의원 영광군수 영광군 전라남도의회 도의원(2명) 전남 영광군의회 군의원      | 전라남도 영광군 영광읍 물무로 48          |
| 장성군선거관리위원회 | 장성군 전 지역 | 담양·함평·영광·장성 국회의원 장성군수 장성군 전라남도의회 도의원(2명) 전남 장성군의회 군의원      | 전라남도 장성군 장성읍 역전로 120         |
| 완도군선거관리위원회 | 완도군 전 지역 | 해남·완도·진도 국회의원 완도군수 완도군 전라남도의회 도의원(2명) 전남 완도군의회 군의원           | 전라남도 완도군 완도읍 개포로56번길 5-9   |
| 진도군선거관리위원회 | 진도군 전 지역 | 해남·완도·진도 국회의원 진도군수 진도군 전라남도의회 도의원(1명) 전남 진도군의회 군의원           | 전라남도 진도군 진도읍 교동5길 47         |
| 신안군선거관리위원회 | 신안군 전 지역 | 영암·무안·신안 국회의원 신안군수 신안군 전라남도의회 도의원(2명) 전남 신안군의회 군의원           | 전라남도 무안군 삼향읍 오룡2길 40, 1층    |

### 경상북도
| 선관위명                 | 관할 구역      | 당선증 수여 대상자                                                                                     | 주소                                  |
| ------------------------ | -------------- | --- | ------------------------------------- |
| 포항시남구선거관리위원회 | 포항시 남구    | 포항시 남구·울릉군 국회의원 포항시장 포항시 경상북도의회 도의원(4명) 경북 포항시의회 시의원            | 경상북도 포항시 남구 대이로9번길 14   |
| 포항시북구선거관리위원회 | 포항시 북구    | 포항시 북구 국회의원 포항시장 포항시 경상북도의회 도의원(4명) 경북 포항시의회 시의원                   | 경상북도 포항시 북구 용흥로291번길 8  |
| 경주시선거관리위원회     | 경주시 전 지역 | 경주시 국회의원 경주시장 경주시 경상북도의회 도의원(4명) 경북 경주시의회 시의원                        | 경상북도 경주시 충효4길 20-7          |
| 김천시선거관리위원회     | 김천시 전 지역 | 김천시 국회의원 김천시장 김천시 경상북도의회 도의원(2명) 경북 김천시의회 시의원                        | 경상북도 김천시 대학로 164-27         |
| 안동시선거관리위원회     | 안동시 전 지역 | 안동·예천 국회의원 안동시장 안동시 경상북도의회 도의원(3명) 경북 안동시의회 시의원                     | 경상북도 안동시 마들큰길 31           |
| 구미시선거관리위원회     | 구미시 전 지역 | 구미 갑 국회의원 구미시 을 국회의원 구미시장 구미시 경상북도의회 도의원(6명) 경북 구미시의회 시의원    | 경상북도 구미시 봉곡로9길 10-3        |
| 영주시선거관리위원회     | 영주시 전 지역 | 영주시·영양군·봉화군·울진군 국회의원 영주시장 영주시 경상북도의회 도의원(2명) 경북 영주시의회 시의원   | 경상북도 영주시 선비로 125            |
| 영천시선거관리위원회     | 영천시 전 지역 | 영천시·청도군 국회의원 영천시장 영천시 경상북도의회 도의원(2명) 경북 영천시의회 시의원                 | 경상북도 영천시 호국로 140            |
| 상주시선거관리위원회     | 상주시 전 지역 | 상주시·문경시 국회의원 상주시장 <br8 상주시 경상북도의회 도의원(2명) 경북 상주시의회 시의원            | 경상북도 상주시 왕산로 106-20         |
| 문경시선거관리위원회     | 문경시 전 지역 | 상주시·문경시 국회의원 문경시장 문경시 경상북도의회 도의원(2명) 경북 문경시의회 시의원                 | 경상북도 문경시 매봉로 55             |
| 경산시선거관리위원회     | 경산시 전 지역 | 경산시 국회의원 경산시장 경산시 경상북도의회 도의원(4명) 경북 경산시의회 시의원                        | 경상북도 경산시 원효로34길 13-6       |
| 군위군선거관리위원회     | 군위군 전 지역 | 군위군·의성군·청송군·영덕군 국회의원 군위군수 군위군 대구광역시의회 시의원(1명) 대구 군위군의회 군의원 | 대구광역시 군위군 군위읍 군청로 198   |
| 의성군선거관리위원회     | 의성군 전 지역 | 군위군·의성군·청송군·영덕군 국회의원 의성군수 의성군 경상북도의회 도의원(2명) 경북 의성군의회 군의원   | 경상북도 의성군 의성읍 홍술로 105-13  |
| 청송군선거관리위원회     | 청송군 전 지역 | 군위군·의성군·청송군·영덕군 국회의원 청송군수 청송군 경상북도의회 도의원(1명) 경북 청송군의회 군의원   | 경상북도 청송군 청송읍 중앙로 340     |
| 영양군선거관리위원회     | 영양군 전 지역 | 영주시·영양군·봉화군·울진군 국회의원 영양군수 영양군 경상북도의회 도의원(1명) 경북 영양군의회 군의원   | 경상북도 영양군 영양읍 군청길 46      |
| 영덕군선거관리위원회     | 영덕군 전 지역 | 군위군·의성군·청송군·영덕군 국회의원 영덕군수 영덕군 경상북도의회 도의원(1명) 경북 영덕군의회 군의원   | 경상북도 영덕군 영덕읍 경동로 8322    |
| 청도군선거관리위원회     | 청도군 전 지역 | 영천시·청도군 국회의원 청도군수 청도군 경상북도의회 도의원(2명) 경북 청도군의회 군의원                 | 경상북도 청도군 화양읍 청려로 1844    |
| 고령군선거관리위원회     | 고령군 전 지역 | 고령군·성주군·칠곡군 국회의원 고령군수 고령군 경상북도의회 도의원(1명) 경북 고령군의회 군의원          | 경상북도 고령군 대가야읍 중앙로 54    |
| 성주군선거관리위원회     | 성주군 전 지역 | 고령군·성주군·칠곡군 국회의원 성주군수 성주군 경상북도의회 도의원(2명) 경북 성주군의회 군의원          | 경상북도 성주군 성주읍 성산7길 6      |
| 칠곡군선거관리위원회     | 칠곡군 전 지역 | 고령군·성주군·칠곡군 국회의원 칠곡군수 칠곡군 경상북도의회 도의원(2명) 경북 칠곡군의회 군의원          | 경상북도 칠곡군 왜관읍 군청3길 3      |
| 예천군선거관리위원회     | 예천군 전 지역 | 안동시·예천군 국회의원 예천군수 예천군 경상북도의회 도의원(2명) 경북 예천군의회 군의원                 | 경상북도 예천군 예천읍 군청길 7       |
| 봉화군선거관리위원회     | 봉화군 전 지역 | 영주시·영양군·봉화군·울진군 국회의원 봉화군수 봉화군 경상북도의회 도의원(1명) 경북 봉화군의회 군의원   | 경상북도 봉화군 봉화읍 내성로 120     |
| 울진군선거관리위원회     | 울진군 전 지역 | 영주시·영양군·봉화군·울진군 국회의원 울진군수 울진군 경상북도의회 도의원(2명) 경북 울진군의회 군의원   | 경상북도 울진군 울진읍 읍내7길 39     |
| 울릉군선거관리위원회     | 울릉군 전 지역 | 포항시 남구·울릉군 국회의원 울릉군수 울릉군 경상북도의회 도의원(1명) 경북 울릉군의회 군의원            | 경상북도 울릉군 울릉읍 울릉순환로 519 |

### 경상남도
| 선관위명                       | 관할 구역         | 당선증 수여 대상자                                                                                    | 주소                                          |
| ------------------------------ | ----------------- | --- | --------------------------------------------- |
| 창원시의창구선거관리위원회     | 창원시 의창구     | 창원시 의창구 국회의원 창원시장 창원시 경상남도의회 도의원(3명) 경남 창원시의회 시의원                | 경상남도 창원시 의창구 창이대로 500           |
| 창원시성산구선거관리위원회     | 창원시 성산구     | 창원시 성산구 국회의원 창원시장 창원시 경상남도의회 도의원(3명) 경남 창원시의회 시의원                | 경상남도 창원시 의창구 창이대로 510, 4층      |
| 창원시마산합포구선거관리위원회 | 창원시 마산합포구 | 창원시 마산합포구 국회의원 창원시장 창원시 경상남도의회 도의원(2명) 경남 창원시의회 시의원            | 경상남도 창원시 마산합포구 노산동5길 10, 2층  |
| 창원시마산회원구선거관리위원회 | 창원시 마산회원구 | 창원시 마산회원구 국회의원 창원시장 창원시 경상남도의회 도의원(3명) 경남 창원시의회 시의원            | 경상남도 창원시 마산합포구 노산동5길 10       |
| 창원시진해구선거관리위원회     | 창원시 진해구     | 창원시 진해구 국회의원 창원시장 창원시 경상남도의회 도의원(3명) 경남 창원시의회 시의원                | 경상남도 창원시 진해구 충장로 173             |
| 진주시선거관리위원회           | 진주시 전 지역    | 진주시 갑 국회의원 진주시 을 국회의원 진주시장 진주시 경상남도의회 도의원(4명) 경남 진주시의회 시의원 | 경상남도 진주시 소호로 88                     |
| 통영시선거관리위원회           | 통영시 전 지역    | 통영시·고성군 국회의원 통영시장 통영시 경상남도의회 도의원(2명) 경남 통영시의회 시의원                | 경상남도 통영시 광도면 죽림3로 64             |
| 사천시선거관리위원회           | 사천시 전 지역    | 사천시·남해군·하동군 국회의원 사천시장 사천시 경상남도의회 도의원(2명) 경남 사천시의회 시의원         | 경상남도 사천시 사천읍 사천향교로 5           |
| 김해시선거관리위원회           | 김해시 전 지역    | 김해시 갑 국회의원 김해시 을 국회의원 김해시장 김해시 경상남도의회 도의원(7명) 경남 김해시의회 시의원 | 경상남도 김해시 활천로74번길 15               |
| 밀양시선거관리위원회           | 밀양시 전 지역    | 밀양시·의령군·함안군·창녕군 국회의원 밀양시장 밀양시 경상남도의회 도의원(2명) 경남 밀양시의회 시의원  | 경상남도 밀양시 점필재로 29                   |
| 거제시선거관리위원회           | 거제시 전 지역    | 거제시 국회의원 거제시장 거제시 경상남도의회 도의원(3명) 경남 거제시의회 시의원                       | 경상남도 거제시 거제중앙로13길 8              |
| 양산시선거관리위원회           | 양산시 전 지역    | 양산시 갑 국회의원 양산시 을 국회의원 양산시장 양산시 경상남도의회 도의원(4명) 경남 양산시의회 시의원 | 경상남도 양산시 동면 남양산1길 14, 3층        |
| 의령군선거관리위원회           | 의령군 전 지역    | 밀양시·의령군·함안군·창녕군 국회의원 의령군수 의령군 경상남도의회 도의원(1명) 경남 의령군의회 군의원  | 경상남도 의령군 의령읍 의병로9동길 28         |
| 함안군선거관리위원회           | 함안군 전 지역    | 밀양시·의령군·함안군·창녕군 국회의원 함안군수 함안군 경상남도의회 도의원(2명) 경남 함안군의회 군의원  | 경상남도 함안군 가야읍 말산로 29              |
| 창녕군선거관리위원회           | 창녕군 전 지역    | 밀양시·의령군·함안군·창녕군 국회의원 창녕군수 창녕군 경상남도의회 도의원(2명) 경남 창녕군의회 군의원  | 경상남도 창녕군 창녕읍 종로 38-4              |
| 고성군선거관리위원회           | 고성군 전 지역    | 통영시·고성군 국회의원 고성군수 고성군 경상남도의회 도의원(2명) 경남 고성군의회 군의원                | 경상남도 고성군 고성읍 대가로 29              |
| 남해군선거관리위원회           | 남해군 전 지역    | 사천시·남해군·하동군 국회의원 남해군수 남해군 경상남도의회 도의원(1명) 경남 남해군의회 군의원         | 경상남도 남해군 남해읍 남해대로 2935-4        |
| 하동군선거관리위원회           | 하동군 전 지역    | 사천시·남해군·하동군 국회의원 하동군수 하동군 경상남도의회 도의원(1명) 경남 하동군의회 군의원         | 경상남도 하동군 하동읍 중앙2길 6-5            |
| 산청군선거관리위원회           | 산청군 전 지역    | 산청군·함양군·거창군·합천군 국회의원 산청군수 산청군 경상남도의회 도의원(1명) 경남 산청군의회 군의원  | 경상남도 산청군 금서면 친환경로2631번길 10-37 |
| 함양군선거관리위원회           | 함양군 전 지역    | 산청군·함양군·거창군·합천군 국회의원 함양군수 함양군 경상남도의회 도의원(1명) 경남 함양군의회 군의원  | 경상남도 함양군 함양읍 함양로 1043            |
| 거창군선거관리위원회           | 거창군 전 지역    | 산청군·함양군·거창군·합천군 국회의원 거창군수 거창군 경상남도의회 도의원(2명) 경남 거창군의회 군의원  | 경상남도 거창군 거창읍 소만3길 27             |
| 합천군선거관리위원회           | 합천군 전 지역    | 산청군·함양군·거창군·합천군 국회의원 합천군수 합천군 경상남도의회 도의원(1명) 경남 합천군의회 군의원  | 경상남도 합천군 합천읍 중앙로 43              |

### 제주특별자치도
| 선관위명               | 관할 구역        | 당선증 수여 대상자                                                                                               | 주소                              |
| ---------------------- | ---------------- | --- | --------------------------------- |
| 제주시선거관리위원회   | 제주시 전 지역   | 제주시 갑 국회의원 제주시 을 국회의원 제주시 제주특별자치도의회 도의원(21명) 제주시 제주특별자치도 교육의원(3명) | 제주특별자치도 제주시 연삼로 506  |
| 서귀포시선거관리위원회 | 서귀포시 전 지역 | 서귀포시 국회의원 서귀포시 제주특별자치도의회 도의원(10명) 서귀포시 제주특별자치도 교육의원(2명)                 | 제주특별자치도 서귀포시 신중로 26 |

## 같이 보기
- 대한민국의 선거
- 대한민국 중앙선거관리위원회
- 대한민국의 국회의원 선거구 목록
- 대한민국의 시도의회의원 선거구 목록
- 대한민국의 시군구의회의원 선거구 목록